# Menticirrhus littoralis
Menticirrhus littoralis es una especie de pez de la familia Sciaenidae en el orden de los Perciformes.

## Morfología
• Los machos pueden llegar alcanzar los 48,3 cm de longitud total y 1.380 g de peso.

## Alimentación
Come gusanos y crustáceos.

## Hábitat
Es un pez de clima subtropical (38°N-33°S) y demersal.

## Distribución geográfica
Se encuentra en el Océano Atlántico occidental: desde Virginia y la costa continental del Golfo de México hasta Rio Grande do Sul (Brasil).

## Uso comercial
Es excelente como alimento para los humanos.

## Observaciones
Es inofensivo para los humanos.